# Gehyra mutilata
Gehyra mutilata là một loài thằn lằn trong họ Gekkonidae. Loài này được Wiegmann mô tả khoa học đầu tiên năm 1834.

## Hình ảnh

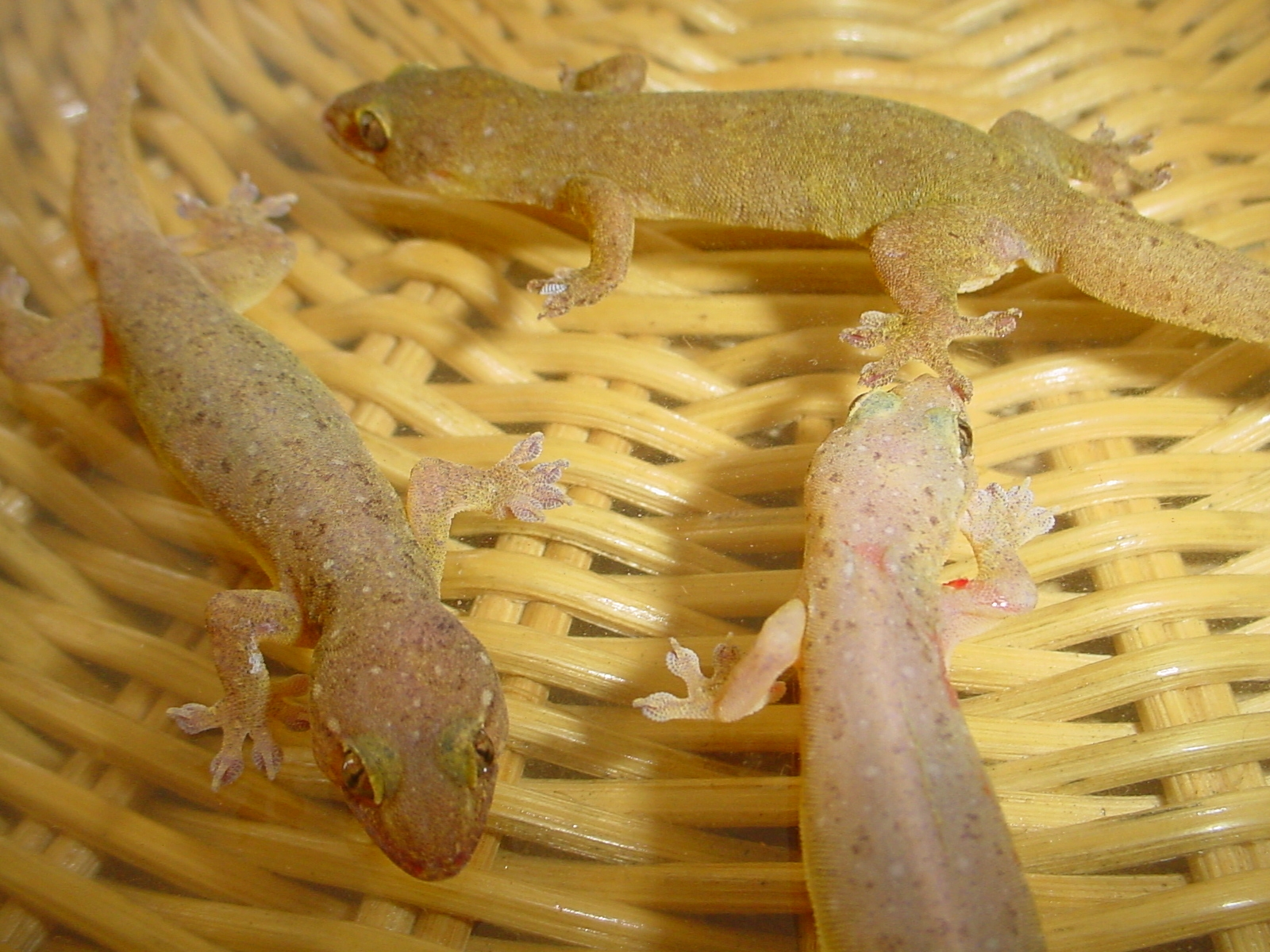
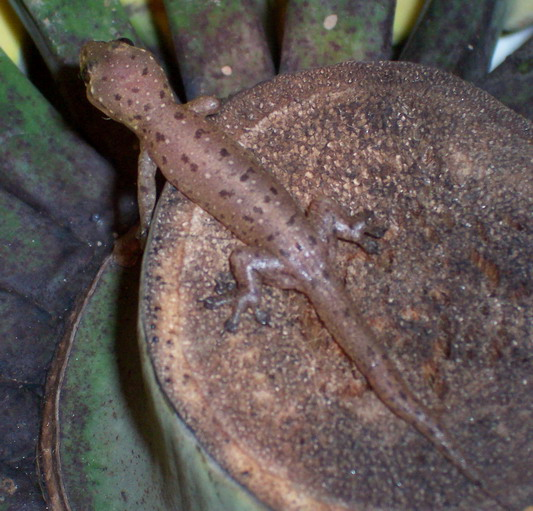
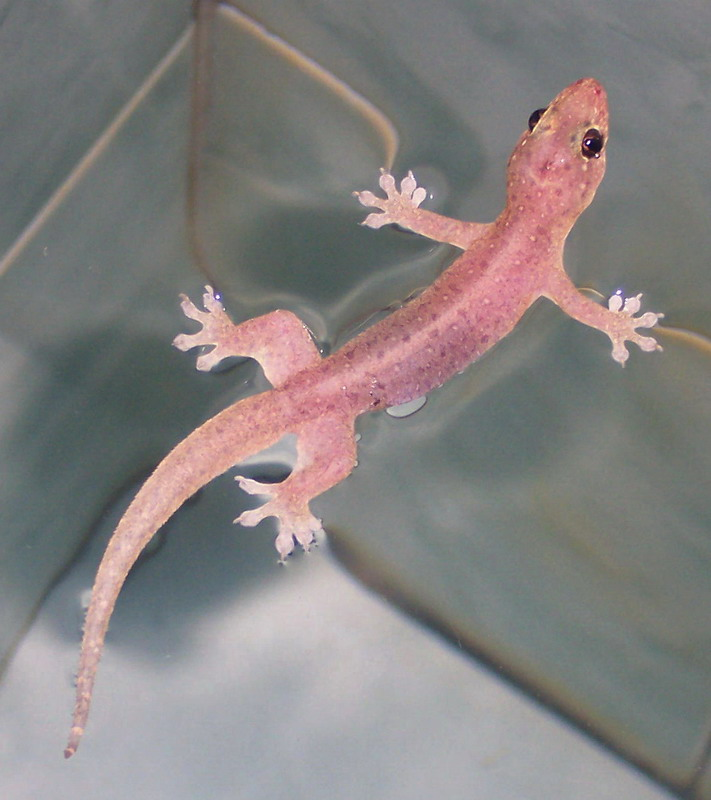
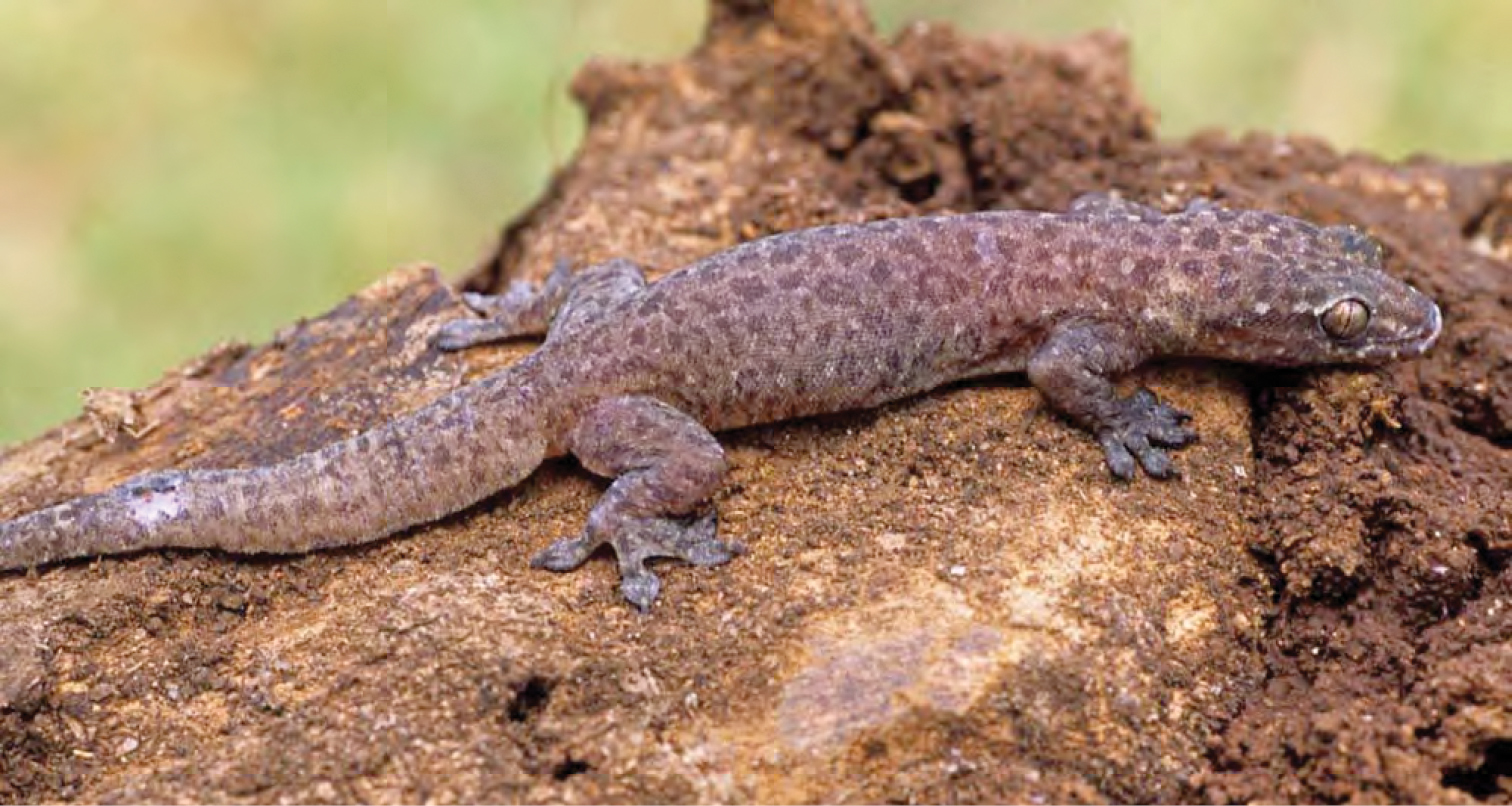